# Peter Dagn

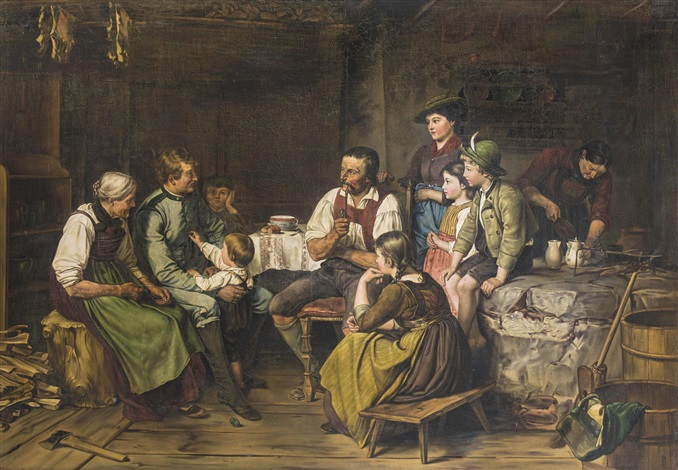
Peter Dagn: Heimaturlaub

Peter Dagn (* 1. Februar 1847 in Buchbach bei Mühldorf am Inn; † 22. Januar 1921 in Dillingen an der Donau) war ein deutscher Kirchenmaler.

## Leben
Peter Dagn wurde in Buchbach bei Mühldorf am Inn geboren. Sein Vater war Heinrich Dagn (1808–1890), ein ehemaliger Schüler des Sebastian Rechenauer d. Ä. und Kirchenmaler, der im späten 19. Jahrhundert vor allem im Raum Kraiburg wirkte.
Peter Dagn war verheiratet mit Josefa Brutscher (1857–1927). Deren Eltern waren der Drechsler Johann Brutscher und Creszenz Haberreiter aus Schwabmünchen.
Ab 1879 lebte und arbeitete Peter Dagn mit seiner Familie in Dillingen im Haus Hafenmarkt 5. Im Jahr 1887 erhielt er das Bürgerrecht. Das Ehepaar hatte eine Tochter (* 1882) und vier Söhne (* 1880, 1885, 1888, 1892). Sein Sohn namens Karl Leonhard Dagn (1888–1908) war ebenfalls Kirchenmaler.
Peter Dagn war Kriegsteilnehmer im Deutsch-Französischen Krieg von 1870/71 – damit könnte seine Vorliebe für Schlachtengemälde zusammenhängen. Hauptsächlich arbeitete er als Kirchenmaler und fertigte Kopien von Gemälden an.

## Werke
- Kreuzweg in St. Benedikt (Ebertshausen), um 1870
- St. Michael (Bergheim),  um 1885
- Drei Deckengemälde und Medaillons im Langhaus in St. Peter (Burghagel), 1887
- Deckengemälde Langhaus in St. Mariä Himmelfahrt (Schnellmannskreuth), um 1900
- Restaurierung des Innenraums in St. Martin (Holzheim), 1902
- Die Schlachten des deutsch-französischen Krieges 1870/71, um 1885 (Stadt- und Hochstiftmuseum Dillingen)[2]
- Madonnengemälde, Hafenmarkt 5 nördlicher Giebel (Dillingen)